# One Offs... Remixes & B-Sides (Bonobo)
| Recensione | Giudizio |
| ---------- | -------- |
| AllMusic   |          |

One Offs... Remixes & B-Sides è una compilation pubblicata nel 2002 dal musicista britannico Bonobo. Include pezzi rari, inediti ed alcuni remix di tracce dal primo album dell'artista Animal Magic. L'album è stato pubblicato dall'etichetta Tru Thoughts.

## Tracce
Le tracce 4, 6, 7, 10, ed 11 sono scritte e suonate da Bonobo.
1. "Turtle (Bonobo Mix)" (scritto da Pilote, remixato by Bonobo)
2. "Beachy Head (Bonobo Mix)" (written by Mechanical Me, remixato by Bonobo)
3. "The Plug (Quantic Mix)" (scritto da Bonobo, remixato by Quantic)
4. "Dismantling Frank"
5. "Dinosaurs (Jon Kennedy Mix)" (scritto da Bonobo, remixato Jon Kennedy)
6. "The Sicilian"
7. "The Shark"
8. "Four Ton Mantis (Bonobo Mix)" (scritto da Amon Tobin, remixato da Bonobo)
9. "Tell Me How You Feel (Bonobo Mix)" (scritto da Jon Kennedy, remixed da Bonobo)
10. "Magicman"
11. "Scuba"